# Tooting Broadway (Metropolitano de Londres)
Tooting Broadway é uma estação do Metrô de Londres localizada em Tooting no borough londrino de Wandsworth em Londres. Ela fica na Zona 3 do Travelcard.

## História
No período após o fim da Primeira Guerra Mundial, a Underground Electric Railways Company of London (UERL) começou a reviver uma série de planos pré-guerra para extensões de linhas e melhorias que tinham sido adiadas durante as hostilidades. O financiamento para as obras foi possível pelo Trade Facilities Act 1921 do governo, que, como um meio de aliviar o desemprego, previa que o Tesouro subscrevesse o valor dos empréstimos levantados por empresas para obras públicas.